# 13 Korpus Armijny (ZSRR)
13 Korpus Armijny – wyższy związek taktyczny Armii Radzieckiej z okresu zimnej wojny.
W 1990 przeformowany w 22 Armię Ogólnowojskową.

## Struktura organizacyjna
W 1990
- dowództwo
- 20 Dywizja Zmechanizowana[a]
- 60 Dywizja Pancerna[b]
- Brygada Artylerii
- 50 Brygada Rakiet Operacyjno-Taktycznych
- 5 Brygada Rakiet Przeciwlotniczych
- 396 pułk artylerii przeciwpancernej